# 楊鼎樞
楊鼎樞（16世紀—17世紀），字斗衡，河南汝寧府光州人，明朝、南明政治人物。

## 生平
楊鼎樞是萬曆三十四年（1606年）丙午科舉人，四十七年（1619年）成進士，吏部觀政，獲授嵩縣知縣，因有德政而得人民立生祠。天啓四年本省同考，五年升任兵部車駕司主事，崇祯二年（1629年）升員外郎、郎中，三年擢官雲南布政司參議，四年被革职。到弘光時任職臨沅道副使，所在以廉幹的政績。兒子楊潤芳娶晉府的郡主，富貴而不驕傲，人稱厚德

## 家族
曾祖楊汝澤，耆賓。祖父楊守易，庠生，父楊應期，貢生。

## 引用
1. 1 2  錢海岳《南明史·卷十五·列傳第十一》：（弘光）時四川雲南司道：……楊鼎樞，字斗衡，代州人。萬曆四十七年進士。嵩縣知縣，累遷車駕員外郎、臨沅副使。
2. ↑  光緒《代州志·卷二·選舉表》：楊鼎樞 （萬曆）三十四年丙午科（舉人）
3. ↑  光緒《代州志·卷十·列傳》：楊鼎樞，字斗衡，萬厯己未進士。博極羣書，著述甚富，初知嵩縣有德政，民立生祠；內轉兵部車駕司主事，厯員外、郎中，擢雲南布政司參議，分守臨元，所在以廉幹著績。子潤芳尚晉府郡主，貴而不驕，人稱厚德。 吳志宦績，汪輝嵩縣知縣《楊公生祠記》……
4. ↑  《萬曆四十七年己未科進士履歷》：楊鼎樞，斗王，易四房，乙酉十一月二十九日生。代州人，丙午四十三，会二百三十名，三甲四十六名。吏部政，本年六月授河南嵩县知县，甲子本省同考，乙丑行取考选，授兵部主事，己巳升员外，本年升郎中，庚午升云南参议，辛未革职。